# Ciro Rius
Ciro Pablo Rius Aragallo (Rosario, Santa Fe, Argentina; 27 de octubre de 1988) es un futbolista argentino, juega como extremo derecho. Actualmente se desempeña en Arsenal de Sarandí de la Primera Nacional, segunda división del fútbol argentino.

## Trayectoria
Ciro Rius se formó futbolísticamente en Villa Ramallo. Realizó las divisiones inferiores en el club Argentinos Juniors.  Hizo su debut en la derrota 0-2 ante Arsenal, el 7 de febrero de 2009. Fue miembro, pero no jugó, en el plantel de Argentinos que ganó el Torneo Clausura 2010. Anotó su primer gol en una victoria de su equipo ante Boca Juniors por 2 a 0.
Fue cedido a Godoy Cruz para disputar el Torneo Final 2013. No tuvo muchos minutos y regresó a su primer club. A finales de 2013 se confirmó su llegada a Aldosivi para reemplazar a Federico Chiapello, lesionado de gravedad. Su debut se produjo días después de su arribo cuando el equipo marplatense enfrentó a Sportivo Belgrano en condición de visitante y empató sin goles.
Tras sus buenos rendimientos en Aldosivi, el técnico de Defensa y Justicia en ese momento, Diego Cocca, pidió la incorporación del delantero al club de Florencio Varela. Rius se convirtió en uno de los mejores jugadores del plantel y aportó al equipo que logró el primer e histórico ascenso de este a la Primera División de Argentina. Durante el receso de invierno de 2015, equipos como Estudiantes de La Plata y Newell´s Old Boys intentaron contratarlo, pero Rius fue considerado intransferible por la dirigencia de Defensa y Justicia.
En agosto de 2016 fue transferido a Lanús, último campeón del fútbol argentino, como reemplazo de Pablo Mouche. Su traspaso fue a préstamo por un año, con opción de compra. Al finalizar la temporada y no haber tenido muchas oportunidades, volvió al club de Florencio Varela.
A mediados de 2019 es transferido por un año a Rosario Central, equipo del cual es simpatizante. Se destaca dentro de un equipo regular durante la temporada y vuelve a Florencio Varela, donde es un pilar para la consagración de Defensa y Justicia en su primera Copa Sudamericana. Es uno de los jugadores del club con mayor trayectoria, lo que lo convierte en uno de los referentes del equipo.

## Estadísticas
Datos actualizados al 26 de febrero de 2021.
| Argentinos Juniors Argentina | 1.ª           | C-2009        | 10  | 0  | -  | - | -  | - | 10  | 0  |
| Argentinos Juniors Argentina | 1.ª           | A-2010        | 10  | 3  | -  | - | -  | - | 10  | 3  |
| Argentinos Juniors Argentina | 1.ª           | C-2011        | 16  | 2  | -  | - | 4  | 0 | 20  | 2  |
| Argentinos Juniors Argentina | 1.ª           | A-2011        | 11  | 0  | -  | - | 2  | 0 | 13  | 0  |
| Argentinos Juniors Argentina | 1.ª           | C-2012        | 9   | 1  | 2  | 0 | -  | - | 11  | 1  |
| Argentinos Juniors Argentina | 1.ª           | I-2012        | 1   | 0  | -  | - | 1  | 0 | 2   | 0  |
| Argentinos Juniors Argentina | 1.ª           | I-2013        | 1   | 0  | -  | - | -  | - | 1   | 0  |
| Argentinos Juniors Argentina | Total club    | Total club    | 58  | 6  | 2  | 0 | 7  | 0 | 67  | 6  |
| Godoy Cruz Argentina | 1.ª           | F-2013        | 5   | 0  | 3  | 0 | -  | - | 8   | 0  |
| Godoy Cruz Argentina | Total club    | Total club    | 5   | 0  | 3  | 0 | 0  | 0 | 8   | 0  |
| Aldosivi Argentina | 2.ª           | 2014          | 23  | 4  | -  | - | -  | - | 23  | 4  |
| Aldosivi Argentina | Total club    | Total club    | 23  | 4  | 0  | 0 | 0  | 0 | 23  | 4  |
| Defensa y Justicia Argentina | 1.ª           | 2014          | 19  | 1  | 3  | 3 | -  | - | 22  | 4  |
| Defensa y Justicia Argentina | 1.ª           | 2015          | 28  | 3  | 3  | 0 | -  | - | 31  | 3  |
| Defensa y Justicia Argentina | 1.ª           | 2016          | 9   | 0  | 1  | 0 | -  | - | 10  | 0  |
| Defensa y Justicia Argentina | 1.ª           | 2017-18       | 26  | 5  | 3  | 1 | 2  | 0 | 31  | 6  |
| Defensa y Justicia Argentina | 1.ª           | 2018-19       | 22  | 1  | 3  | 0 | 7  | 0 | 32  | 1  |
| Defensa y Justicia Argentina | 1.ª           | 2020-2021     | 5   | 0  | 1  | 0 | 12 | 0 | 18  | 0  |
| Defensa y Justicia Argentina | Total club    | Total club    | 109 | 10 | 14 | 4 | 21 | 0 | 144 | 14 |
| Lanús Argentina | 1.ª           | 2016-17       | 8   | 0  | -  | - | 1  | 0 | 9   | 0  |
| Lanús Argentina | Total club    | Total club    | 8   | 0  | 0  | 0 | 1  | 0 | 9   | 0  |
| Rosario Central Argentina | 1.ª           | 2019-20       | 23  | 4  | 1  | 0 | -  | - | 24  | 4  |
| Rosario Central Argentina | Total club    | Total club    | 23  | 4  | 1  | 0 | 0  | 0 | 24  | 4  |
| Total carrera | Total carrera | Total carrera | 226 | 24 | 20 | 4 | 29 | 0 | 275 | 28 |
| (1) Incluye datos de la Copa Argentina (2011-12, 2012-13, 2013-14, 2014-15, 2015-16, 2017, 2018); Copa de la Superliga Argentina (2019). (2) Incluye datos de la Copa Libertadores (2011); Copa Sudamericana (2011, 2012, 2016, 2017, 2018, 2019). (3) No incluye goles en partidos amistosos. |               |               |     |    |    |   |    |   |     |    |

## Palmarés

### Campeonatos nacionales
| Torneo           | Equipo             | País      | Año    |
| ---------------- | ------------------ | --------- | ------ |
| Primera División | Argentinos Juniors | Argentina | C-2010 |

### Campeonatos internacionales
| Torneo              | Equipo             | Sede     | Año  |
| ------------------- | ------------------ | -------- | ---- |
| Copa Sudamericana   | Defensa y Justicia | Córdoba  | 2020 |
| Recopa Sudamericana | Defensa y Justicia | Brasilia | 2021 |